# Castelo de Cascais

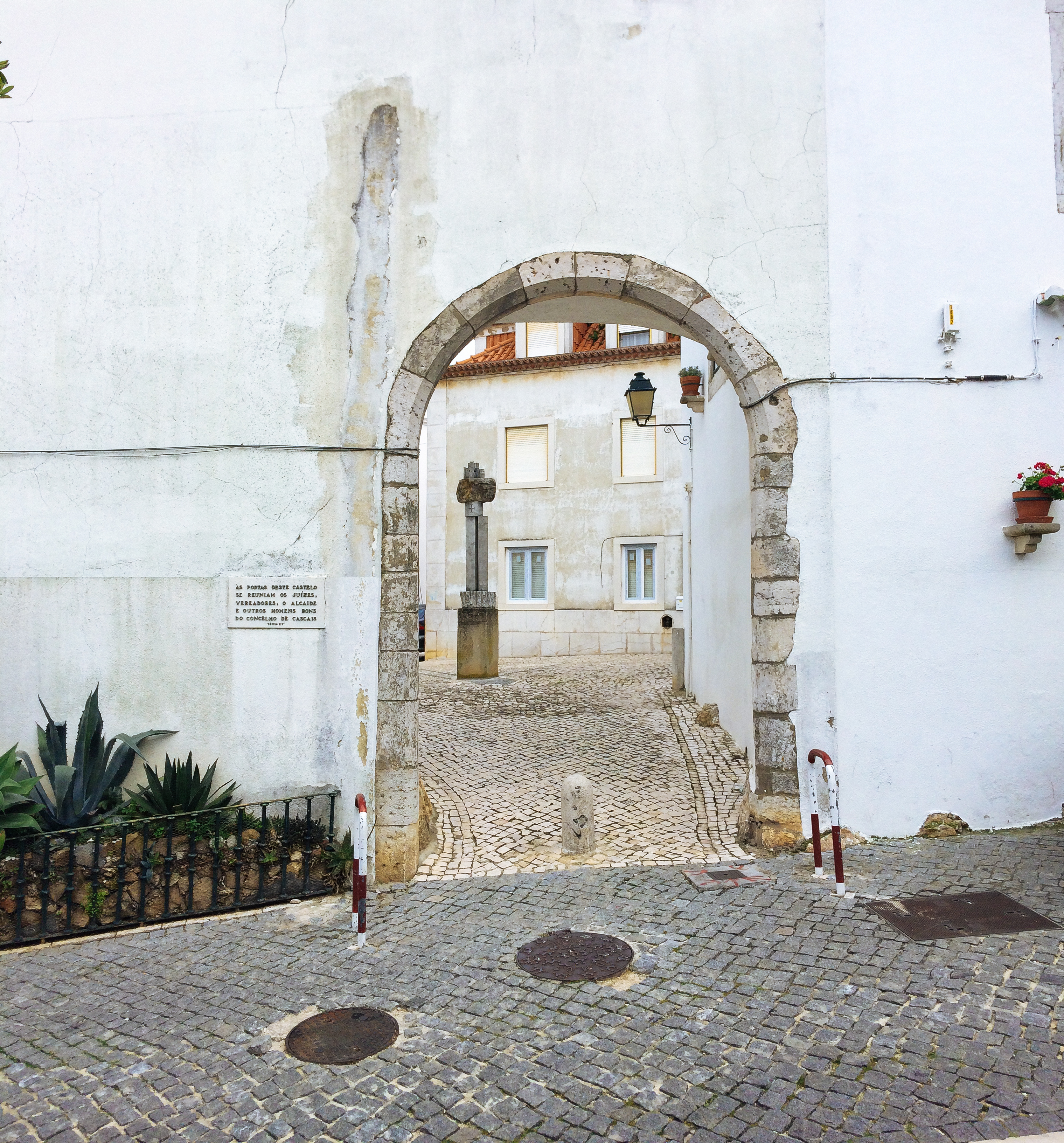
Portas do Castelo de Cascais.

O castelo de Cascais foi um antigo castelo localizado na vila de Cascais, distrito de Lisboa, Portugal.

## Descrição e história
É sabido que, aquando da reconquista da zona por D. Afonso I de Portugal, em 1147, Cascais não possuía qualquer sistema defensivo. O castelo de Cascais só terá sido construído no século XIV, muito possivelmente ao redor ou depois de 7 de Junho de 1364, ano em que a localidade foi elevada de aldeia à categoria de vila, visto que, em 1370, ano em que se formou o termo de Cascais, D. Fernando I de Portugal pôde doar o castelo e lugar de Cascais a Gomes Lourenço de Avelar, como Senhor. São, por isso, muito tardias as referências documentais relativas à existência dum castelo em Cascais, materializadas numa carta de doação de D. Fernando I a Gomes Lourenço de Avelar, datada de 8 de Abril de 1370. Esta indicação é preciosa quanto à própria origem da fortaleza.

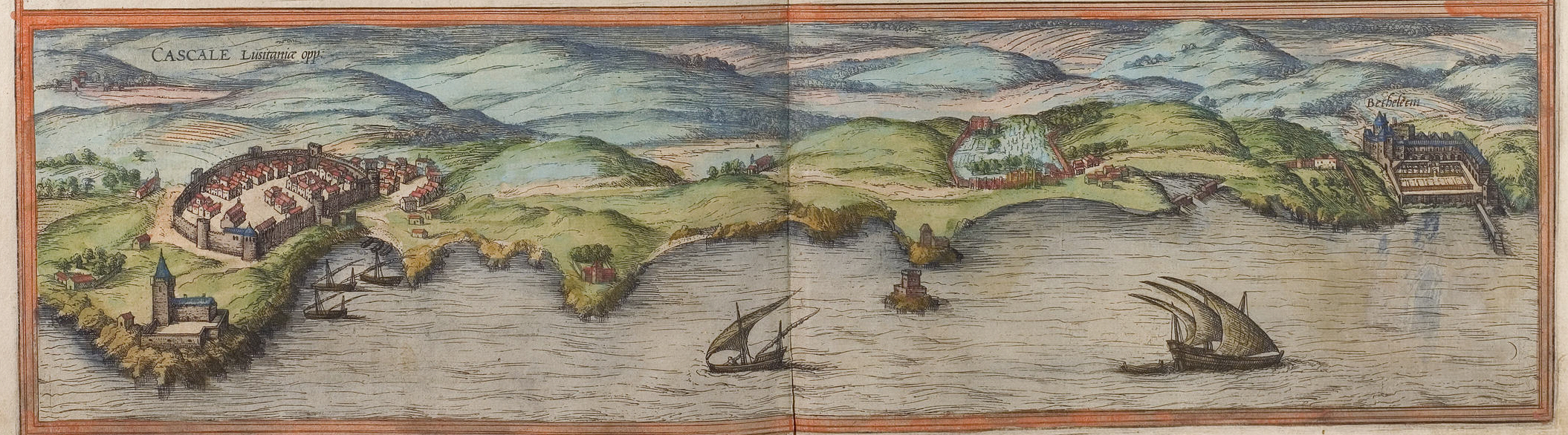
"Cascale" (Braun e Hogenberg. "Civitates Orbis Terrarum", 1572).

Do recinto militar medieval, edificado nessa década de 60 do século XIV (e presumivelmente continuado nos anos seguintes), é muito pouco o que chegou aos nossos dias, contando-se alguns vestígios na Rua Tenente Valadim, uma antiga torre circular (destruída em 1962), a antiga Torre Porta e um pano de muralha associado ao Arco do Castelo, localizados na Rua Marques Leal Pancada. À entrada da porta, hoje entrada para o Sítio do Castelo, encontra-se uma placa a marcar o local. Na torre quadrangular ainda remanescente, pode ver-se o escudo dos de Castro, Senhores e depois Marqueses de Cascais, e uma esfera armilar. O seu traçado é, todavia, possível de ser genericamente reconstituído, graças a uma gravura de Georgius Branius (Bráunio), datada de 1572, no reinado de D. Sebastião I de Portugal. Nesse ano, a vila mantinha ainda o perímetro defensivo medieval, que era composto por "sete torres" (as do lado nascente de planta circular), uma torre da barbacã do lado da praia e, aparentemente, apenas uma porta, devendo existir outra, ou outras, não desenhadas por Bráunio, mas constantes de desenhos do período filipino. No lado Sul, existia uma torre de maiores dimensões e com outras dependências associadas, que poderiam corresponder ao Paço Condal. Quanto à planta, a fortaleza era tendencialmente oval, característica comum nos nossos castelos góticos.
De antigo porto de Sintra, "terra bravia e despovoada nos começos da nacionalidade", Cascais instituiu-se como um fundamental reduto militar na defesa costeira de Lisboa e da entrada do Rio Tejo, e teve papel decisivo nas Guerras Fernandinas, que D. Fernando I sustentou contra Castela, logo na década de 70 do século XIV. Nos anos seguintes, a localidade foi, por diversas vezes, assolada por tropas estrangeiras, que facilmente entravam na vila. Este facto levou D. João II de Portugal a complementar o sistema medieval com uma torre costeira, relativamente afastada da cerca e plenamente adequada às novas exigências da guerra.
Terá sido a partir da segunda metade do século XV que o castelo entrou em ligeiro declínio, o que fez com que toda a área interior fosse ocupada por casas privadas (como refere o Padre Manuel da Silveira, em 1758, no reinado de D. José I de Portugal e já depois do Terramoto de 1755, que atingira duramente a vila, inclusivamente com um Maremoto). No entanto, a posição estratégica da vila face à capital motivou algumas propostas de reconversão da estrutura. Assim, em 1594, reinando D. Filipe I de Portugal, Filipe Tercio projectou a ampliação de toda a fortaleza, a que se juntaria um enorme baluarte moderno. Posteriormente, no reinado de D. João IV de Portugal, os arquitectos militares por ele contratados determinaram a fortificação do aglomerado, que recebeu então alguns panos de muralha típicos do período da Restauração e, ainda, "cortinas de atiradores" em toda a extensão da vila muralhada.
Os tempos, todavia, haveriam de ditar o declínio da fortificação, à semelhança da esmagadora maioria dos nossos castelos e fortes. No século XIX, o processo de desmantelamento foi realizado em grande escala. Na primeira década da centúria, segundo desenho de Weyrothes, são já notórias algumas alterações, como o rompimento de um pano de muralha e a supressão da torre-porta. A degradação e o aproveitamento do aparelho para construções privadas continuou, entrando bem no século XX. Em 1962, durante o Estado Novo, aquando de grandes obras na antiga Calçada de Nossa Senhora da Assunção, descobriu-se parte de uma grande torre circular, mas o projecto determinou a sua total destruição. Ainda hoje, as evidências materiais do velho castelo trecentista são muito escassas e as poucas iniciativas para preservar esses vestígios esbarraram na dinâmica construtiva de uma das mais apetecíveis e caras áreas de construção do Portugal actual.